# Qyzylorda
Qyzylorda (cu alfabet chirilic, Қызылорда) este un oraș din Kazahstan și centrul administrativ al provinciei cu același nume. În anul 2013 populația orașului a constituit 309.384 mii de locuitori.
Orașul a fost fondat de uzbecii din Kokand în anul 1820 ca o cetate a Hanatului Kokand și se află pe malul drept al râului Sîrdaria, la 830 de kilometri sud-vest de Astana. În oraș se află o stație de cale ferată și un aeroport. Administrației orașului se supune satul Tasboghet și Belkoli.

## Denumire
De la înființarea așăzării de către kokanzi în 1820 până la cucerirea lui de armatele ruse în 1852, fortul se numea Ak-Meceti (uzbecă Oq Machit, în traducere „moscheea albă”). Aceasta a fost denumirea oficială a orașului din 1922 până în 1925.
Fortul Perovskii din anul 1862, odată ce a obținut statutul de oraș a fost denumit Perovsk după familia generalului Vasilii Perovskii.
Din anul 1925 până în anul 1991 denumirea oficială a orașului a fost Kzîl-Orda („Detașamentul Roșu”, adică „Armata Roșie”).

## Personalități născute aici
- Batîrhan Șukenov (1962 - 2015), cântăreț ruso-kazah.